# Нилуфер Хатун
Нилуфер Хатун (османски турски: نیلوفر خاتون, име по рођењу Холифера (Холофира) / Оливера, друга имена Бајалун, Бејлун, Бејалун,Билун, Сујун, Сујлун) била је Валиде Хатун; с
конкубина Орхана, другог османског султана. Мајка је следећег султана Мурата I. Била је прва робиња хришћанског порекла која је постала мајка османског султана.

## Биографија
Традиционалне приче о њеном пореклу, које потичу из 15. века, говоре да је била ћерка византијског владара (текфур) из Билечика, звана Холофира. По тим причама, Орханов отац Осман извео је напад на Билечик у време Холофирине свадбе, која је тамо стигла са богатим поклонима, са прерушеним и скривеним војницима. Холофира је била насилно узета и предата Орхану.
Међутим, модерни истраживачи сумњају у ову причу, иако признају да се она можда заснивала на стварним догађајима. Сумње се заснивају на разним секундарним доказима и недостатку директних документованих доказа о времену. Други историчари тврде да је ћерка принца од Јахрисара или византијска принцеза Хелена (Нилуфер), која је била етничког грчког порекла.
Према извору, у пролеће 1299. године, судија Билечика који је требало да се ожени са Нилуфер, позвао је Османа Газија и његове људе на свадбену свечаност. Осман Гази је затражио да остави све своје ствари у дворцу Билечик пре доласка на венчање. Уобичајена пракса тих година била је да се тешка роба у кампу поверава суседним замковима. Магистрат је то радо прихватио. Венчање би било у Чакирпинару, два сата удаљеном од Билечика. На путу до венчања, магистрата Јархисара опколили су Османови војници. Вратили су се назад према Јархисару. Када су људи видели свог судију, отворили су капије и Османови војници су ушли. Освајање замка није дуго потрајало. У замку Билечик отворена је једна од бали сена коју је оставио Осман Гази. Из ње се извукао војник и дао сигнал другима. Наоружани војници који су излазили из бала ухватили су све у замку. Билечик је пао под Османлије. Док су гости чекали невесту, појавили су се и коњаници Османлија. Уследила је велика церемонија у Карачахисару. Орхан Гази оженио се Холофиром, ћерком јархисарског магистрата, а млада невеста је прешла у ислам и постала Нилуфер Хатун.
Нилуфер Хатун Имарети, самостан у приграђеном хоспису за дервише, у коме се данас налази Музеј Изник у Изнику, провинцији Бурса, саградио је султан Мурат 1388. године у част мајке након њене смрти.
Њено османско име Нилуфер значи локвањ на персијском језику.